# 佐藤貴也
佐藤 貴也（さとう たかや、1985年2月22日 − ）は、日本のオートレーサー。静岡県掛川市出身。29期、浜松オートレース場所属。
所有車はスケートラブ、エースキング、チャレンジャー、スナッピー（2022年3月現在）。

## 選手データ
- プロフィール 
  - 選手登録 2004年7月26日
  - 身長　162.1cm
  - 体重　51.5kg
  - 血液型　B型
  - 趣味　その他スポーツ

- 戦歴 
  - 通算優勝回数:35回
  - グレードレース(SG,GI,GII)優勝回数:12回
  - 全国区レース優勝回数:3回　（SG1回・プレミアムカップ2回）
  - SG優勝回数:1回
  - GI優勝回数:6回
  - GII優勝回数:5回

## グレードレース戦歴
- SG戦歴
  - SG優勝回数:1回
    - SG オールスターオートレース　'18（第37回・飯塚）　1回
- GI戦歴
  - GI優勝回数:6回
    - GIスピード王決定戦（浜松）'22 1回
    - GI開場記念ゴールデンレース（浜松）'21 1回
    - GI平成チャンピオンカップ(山陽)'19 1回
    - 共同通信社杯プレミアムカップ '13, '17　2回
    - GI秋のスピード王決定戦（浜松）'07  1回
- GII戦歴
  - GII優勝回数:5回
    - GII川口記念（川口）'15, '18 2回
    - GIIウィナーズカップ（浜松）'14, '22年  2回
    - 若獅子杯争奪戦（山陽）'09  1回

## 略歴
- 2004年
  - 7月26日、選手登録。（同期に青木治親、金子大輔など）

- 2006年
  - 2月6日、浜松市営第10回第1節（浜松オートレース場）で初優勝。競走タイム「3.400」。当時の競走車呼名は「ステイゴールド」。

- 2007年
  - 10月10日、第49回G1秋のスピード王決定戦（浜松オートレース場）でGIレース初優勝。競走タイム「3.372」。当時の競走車呼名は「エレメント」。

- 2009年
  - 10月25日、G2若獅子杯争奪戦（山陽オートレース場）でGIIレース初優勝。競走タイム「3.366」。当時の競走車呼名は「エレメント」。

- 2013年
  - 6月23日、G1共同通信社杯プレミアムカップ（山陽オートレース場）でGI2度目の優勝。競走タイム「3.407」。競走車呼名は「スケートラブ」。

- 2014年
  - 10月24日、G2ウィナーズカップ（浜松オートレース場）でGII2度目の優勝。競走タイム「3.647」(雨でのレース)。競走車呼名は「スケートラブ」。

- 2015年
  - 4月8日、G2川口記念（川口オートレース場）でGII3度目の優勝。競走タイム「3.570」（雨でのレース）。競走車呼名は「スケートラブ」。

- 2017年
  - 3月22日、特別G1共同通信社杯プレミアムカップ（山陽オートレース場）でGI3回目の優勝。競走タイム「3.341」。競走車呼名は「スケートラブ」。

- 2018年
  - 4月30日、SGオールスター・オートレース（飯塚オートレース場）において、6枠から0.03の好スタートを決めると、そのまま10周回を押し切って、念願のSG初戴冠を飾っている（SG優出12回目）。競走タイムは「3.418」、競走車呼名は「スケートラブ」。
  - 5月27日、G2川口記念（川口オートレース場）でGII4度目の優勝。競走タイム「3.391」。競走車呼名は「スケートラブ」。

- 2019年
  - 4月21日、開場54周年記念G1第25回平成チャンピオンカップ（山陽オートレース場）でGI4度目の優勝。競走タイム「3.392」。競走車呼名は「スケートラブ」。

- 2021年
  - 5月16日、G1開場65周年記念ゴールデンレース（浜松オートレース場）でGI5度目の優勝。G1ゴールデンレースでは初優出・初優勝。地元（浜松）GI優勝は14年ぶり。競走タイム「3.805」。競走車呼名は「スケートラブ」。

- 2022年
  - 5月30日、通算500勝達成。
  - 7月31日、G2ウィナーズカップ（浜松オートレース場）でGII5度目の優勝。競走タイム「3.436」。競走車呼名は「スケートラブ」。
  - 10月23日、G1第64回スピード王決定戦（浜松オートレース場）でGI6度目の優勝。競走タイム「3.384」。競走車呼名は「スケートラブ。」

## 人物
父は元競艇選手の佐藤桂士。
3きょうだいの長男で、下に弟と妹がいる。
小さい頃の夢は、競艇選手。16歳から計3回養成所入所試験を受験した。
1997年、小学校卒業後、中学1年生から高校2年生の5年間アメリカに単身留学。中学はアリゾナ州、高校はカリフォルニア州で過ごした。
2008年に結婚し、現在2児の父。
2018年より、地元掛川市で「輝くかけがわ応援大使」を務めている。

### BET ON ME!
佐藤の代名詞にもなっている「BET ON ME!」（ベットオンミー）は、10年位前（2019年インタビュー時）、新しくツナギを作る時に「BET ON ME!」の文字を入れたのがきっかけで、そこから自分で言うようになり、そのまま代名詞となった。また、一時期乱用しすぎで同期等に注意され控えるようになった。